# Sobiesław Szybkowski
Sobiesław Robert Szybkowski (ur. 1970) – polski historyk, doktor habilitowany, profesor zwyczajny Uniwersytetu Gdańskiego.

## Życiorys
Absolwent UG (1994). Pracę doktorską obronił w 1998, habilitację uzyskał w 2007. Zatrudniony w Zakładzie Historii Średniowiecza Polski i Nauk Pomocniczych Historii. Specjalizuje się w historii politycznej Polski i Litwy późnośredniowiecznej, dziejach elity urzędniczej, genealogii oraz prozopografii.
W 2012 został członkiem Komitetu Nauk Historycznych PAN.

## Wybrane publikacje
1. Sobiesław Szybkowski, Ród Cielepałów. Studium genealogiczne, Gdańsk 1999, ISBN 83-70-17-851-0.
2. Sobiesław Szybkowski, Studia z genealogii i prozopografii polskiej szlachty późnośredniowiecznej, Gdańsk 2003, ISBN 83-7326-177-X.
3. Sobiesław Szybkowski, Kujawska szlachta urzędnicza w późnym średniowieczu (1370–1501), Gdańsk 2006, ISBN 83-7326-362-4.
4. Beata Możejko, Sobiesław Szybkowski, Błażej Śliwiński, Zawisza Czarny z Garbowa herbu Sulima, Gdańsk 2003, ISBN 83-918873-4-0.